# Ṭā'

Ṭāʾ in isolierter Form

Ṭāʾ, طاء, ist der 16. Buchstabe des arabischen Alphabets. Er ist aus dem phönizischen Tet hervorgegangen und dadurch mit dem griechischen Theta und dem hebräischen Tet verwandt. Im lateinischen Alphabet findet sich keine direkte Entsprechung. Ihm ist der Zahlenwert 9 zugeordnet.

## Lautwert und Umschrift
Das Ṭāʾ gehört zu den vier sogenannten emphatischen Lauten und hat keine Entsprechung im Deutschen. Die Artikulationsstelle ist dieselbe wie beim Tāʾ (= „t“). Die Zunge wird jedoch versteift, dadurch ihr Querschnitt gerundet und ihr hinterer Teil zum Gaumen angehoben. Im Unterschied zum ähnlich der deutschen Aussprache des T leicht behauchten ت ist das ط völlig unbehaucht. Falls ein A-Laut nachfolgt, wir der durch die versteifte Zunge leicht gerundet. In der DMG-Umschrift wird Ṭāʾ mit einem punktierten t (ṭ) wiedergegeben. In der nichtwissenschaftlichen Umschrift wird meist „t“ verwendet, wobei die Unterscheidung vom Tāʾ verlorengeht. In Domainnamen, Internetforen sowie bei der Benutzung von Chatprogrammen repräsentiert häufig die Ziffer „6“ das Ṭāʾ.
In der Phonetik des Maltesischen ist Ṭāʾ mit Tāʾ zusammengefallen, beides wird „t“ geschrieben und als stimmloser Dental t ausgesprochen; oft färbt auf Ṭāʾ zurückgehendes t das vokalische Umfeld dunkel.
Das Ṭāʾ ist ein Sonnenbuchstabe, d. h., ein vorausgehendes al- (bestimmter Artikel) wird assimiliert.

## Ṭāʾ in Unicode
| Unicode Codepoint | U+0637            |
| Unicode-Name      | ARABIC LETTER TAH |
| HTML              | &#1591;           |
| ISO 8859-6        | 0xd7              |